# Felice Gimondi
Felice Gimondi (Sedrina, província de Bérgamo, 29 de setembro de 1942 – Giardini-Naxos - Sicilia, 16 de agosto de 2019, foi um ciclista profissional italiano que competia em provas de ciclismo de estrada. Participou das competições de ciclísmo entre os anos de 1965 e 1979. Com sua vitória na edição de 1968 da Vuelta a España, ele tornou-se o primeiro italiano a conquistar as três maiores voltas ciclísticas: Tour de France de 1965 (em seu primeiro ano como profissional), Giros d'Italia de  1967,  1969 e 1976, além da Vuelta a España de 1968 e o segundo ciclista a conseguir tal feito, após Jacques Anquetil. Ele se mantém como um dos únicos cinco ciclistas a consegui-lo.